# 2178 Kazakhstania
2178 Kazakhstania је астероид главног астероидног појаса са средњом удаљеношћу од Сунца која износи 2,208 астрономских јединица (АЈ).
Апсолутна магнитуда астероида је 13,4.